# Rhynchopyga bicolor
Rhynchopyga bicolor là một loài bướm đêm thuộc phân họ Arctiinae, họ Erebidae.